# Lữ Văn Hùng
Lữ Văn Hùng (sinh năm 1963) là một Đại tá Quân đội nhân dân Việt Nam và chính khách người Việt Nam. Trong Đảng Cộng sản Việt Nam, ông hiện là Ủy viên Ban Chấp hành Trung ương Đảng Cộng sản Việt Nam khóa XIII, nguyên Bí thư Tỉnh ủy, nguyên Chủ tịch Hội đồng nhân dân tỉnh Bạc Liêu, Trưởng đoàn Đại biểu Quốc hội Việt Nam khóa XV tỉnh Cà Mau

## Lý lịch và học vấn
Lữ Văn Hùng sinh ngày 1 tháng 1 năm 1963, quê quán xã Tân Thành, thành phố Ngã Bảy, tỉnh Hậu Giang;
Trình độ: Đại học Quân sự, Cao cấp Chính trị.
Ngày vào Đảng: 29/8/1981; Ngày chính thức: 29/02/1983

## Sự nghiệp

### Tỉnh Hậu Giang
01/1979 – 01/1987 Chiến sỹ, Tiểu đội trưởng, Trung đội trưởng - Thiếu úy Tiểu đoàn Phú Lợi; Học tại trường Quân sự Quân khu 9; Phó Đại đội trưởng-Trung úy, Đại đội trưởng - Thượng úy, Đại đội Trinh sát, Đoàn 9902, Campuchia
02/1987 – 01/1992 Trợ lý Động viên tuyển quân - Đại úy, Ban Chỉ huy Quân sự huyện Phụng Hiệp, tỉnh Hậu Giang; Học Trường Quân sự Quân khu 9
02/1992 – 05/1995 Tiểu đoàn phó Tiểu đoàn Tây đô, Cần Thơ - Thiếu tá
06/1995 – 03/2002 Phó Chỉ huy trưởng, Tham mưu trưởng - Trung tá, Chỉ huy trưởng Ban CHQS huyện Phụng Hiệp, tỉnh Cần Thơ; Học tại Học viện Lục quân
04/2002 – 09/2015 Phó Tham mưu trưởng - Thượng tá Bộ CHQS tỉnh Cần Thơ; Học tại Học viện Lục quân; Phó Chỉ huy trưởng, Tham mưu trưởng - Đại tá, Chỉ huy trưởng - Đại tá, Bộ CHQS tỉnh Hậu Giang; Tỉnh ủy viên, Ủy viên BTV Tỉnh ủy Hậu Giang
Chiều chiều 16/10/2015, Đại hội đại biểu Đảng bộ tỉnh lần thứ XIII, nhiệm kỳ 2015-2020 đã bầu ông Lữ Văn Hùng làm Phó Bí thư Tỉnh ủy Hậu Giang.
Chiều ngày 2/12/2015, tại kỳ họp thứ 16, Hội đồng nhân dân tỉnh Hậu Giang khóa VIII, nhiệm kỳ 2011- 2016 đã bầu Lữ Văn Hùng giữ chức Chủ tịch Ủy ban nhân dân tỉnh Hậu Giang;
Tại Đại hội Đảng toàn quốc lần thứ XII (tháng 1/2016), ông Lữ Văn Hùng được bầu vào Ban Chấp hành Trung ương Đảng.
Ngày 16/6/2016, tại kỳ họp thứ nhất Hội đồng nhân sân tỉnh Hậu Giang khóa IX, ông Lữ Văn Hùng tái đắc cử Chủ tịch Ủy ban nhân dân tỉnh Hậu Giang nhiệm kỳ 2016-2021 với tỉ lệ bầu đạt 100%.
Ngày 15/11/2017, Tỉnh ủy Hậu Giang tổ chức Hội nghị cán bộ chủ chốt để lấy ý kiến nhân sự cho chức danh Bí thư Tỉnh ủy, 91/91 cán bộ chủ chốt của tỉnh Hậu Giang đồng ý giới thiệu ông Lữ Văn Hùng giữ chức danh Bí thư Tỉnh ủy.
Ngày 30/12/2017, tại buổi trao quyết định nghỉ hưu đối với ông Trần Công Chánh, Ban Chấp hành Đảng bộ tỉnh Hậu Giang đã tiến hành bầu chức danh Bí thư Tỉnh ủy, nhiệm kỳ 2015-2020. Có 49/50 thành viên trong Ban chấp hành Đảng bộ tỉnh Hậu Giang có mặt và bỏ phiếu tín nhiệm đối với ông Lữ Văn Hùng, Ủy viên Trung ương Đảng, Phó Bí thư Tỉnh ủy, Chủ tịch Ủy ban nhân dân tỉnh giữ chức Bí thư Tỉnh ủy Hậu Giang nhiệm kỳ 2015-2020.
Ngày 21/1/2018, đoàn công tác của Ban Tổ chức Trung ương đã có buổi làm việc với cán bộ chủ chốt của tỉnh Hậu Giang để công bố Quyết định của Bộ Chính trị về việc chuẩn y chức danh Bí thư Tỉnh ủy Hậu Giang nhiệm kỳ 2015-2020 đối với ông Lữ Văn Hùng.
Ngày 17 tháng 4 năm 2018, tại kì họp thứ 8 kì họp bất thường của Hội đồng nhân dân tỉnh Hậu Giang khóa 9 nhiệm kì 2016-2021, Lữ Văn Hùng được Hội đồng nhân dân tỉnh Hậu Giang miễn nhiệm chức danh Chủ tịch Ủy ban nhân dân tỉnh Hậu Giang.
Ngày 7 tháng 5 năm 2018, Thủ tướng Chính phủ Việt Nam Nguyễn Xuân Phúc đã phê chuẩn miễn nhiệm Lữ Văn Hùng khỏi chức vụ Chủ tịch Ủy ban nhân dân tỉnh Hậu Giang nhiệm kỳ 2016- 2021.

### Bí thư Tỉnh ủy Bạc Liêu
Ngày 5 tháng 7 năm 2020, ông Phạm Minh Chính đã thay mặt Bộ Chính trị trao quyết định điều động, phân công ông Lữ Văn Hùng giữ chức vụ bí thư Tỉnh ủy Bạc Liêu nhiệm kỳ 2015-2020.
Ngày 30 tháng 1 năm 2021, tại Đại hội Đảng toàn quốc lần thứ XIII. Ông được bầu vào Ban chấp hành Trung ương Đảng Cộng sản Việt Nam khóa XIII.
Chiều ngày 30 tháng 6 năm 2021, HĐND tỉnh Bạc Liêu khóa X, nhiệm kỳ (2021-2026) đã tổ chức Kỳ họp lần thứ nhất. Tại kỳ họp, 100% đại biểu thống nhất bầu ông Lữ Văn Hùng - Ủy viên Ban Chấp hành Trung ương Đảng, Bí thư Tỉnh ủy giữ chức Chủ tịch HĐND tỉnh Bạc Liêu khóa X.